# Bois des Naix
 (mars 2020).
Si vous disposez d'ouvrages ou d'articles de référence ou si vous connaissez des sites web de qualité traitant du thème abordé ici, merci de compléter l'article en donnant les références utiles à sa vérifiabilité et en les liant à la section « Notes et références ».

Le Bois des Naix est un parc de 12 hectares situé dans la ville de Bourg-de-Péage (dans la Drôme).
Il s'agit du deuxième plus grand parc urbain de la région Rhône-Alpes [réf. nécessaire].

## Histoire
C'est Claude-Pierre de Delay d'Agier qui est l'inventeur du Bois des Naix, bois dans lequel il est inhumé.

## Équipements
- Rivière
- Toile d'araignée géante
- Table de ping-pong
- Toilettes
- Bibliothèque partagée